# Artur Egyikovics Najfonov
Artur Egyikovics Najfonov (oroszul: Артур Эдикович Найфонов), (Nyizsnyevartovszk, 1997. május 10. –) orosz szabadfogású birkózó. A 2019-es birkózó-világbajnokságon bronzérmet szerzett 86 kg-os súlycsoportban, szabadfogásban.

## Sportpályafutása
A 2019-es birkózó-világbajnokságon a 86 kg-osok súlycsoportjában megrendezett bronzmérkőzés során a san marinói Mayles Nazem Amine volt ellenfele, akit 6–0-ra legyőzött.